# Skupina 5 (motorsport)
Označení skupina 5 (též B5 nebo A5) v rozdělení automobilových závodů FIA nesly v průběhu let 1966 až 1982 čtyři různé skupiny vozů. Měnila se i příslušnost skupiny 5 do nadřazené kategorie (kategorie A – produkční vozy, nebo kategorie B – speciální a experimentální vozy).
Od roku 1966 předpisy definovaly skupinu 5 jako speciální cestovní vozy. V letech 1970 a 1971 bylo toto označení aplikováno na omezeně vyráběné sportovní vozy s objemem motoru do 5 litrů. V roce 1972 byla kategorie sportovních vozů skupiny 5 předefinována s cílem vyloučit požadavek na minimální výrobu a omezit objem motoru na 3 litry. Od roku 1976 do roku 1982 byla skupina 5 vyhrazena pro speciální produkční vozy.
Skupina zanikla s příchodem skupiny B v roce 1982.

## Kategorie B, skupina 5 – „speciální cestovní vozy“ (1966– 1969)

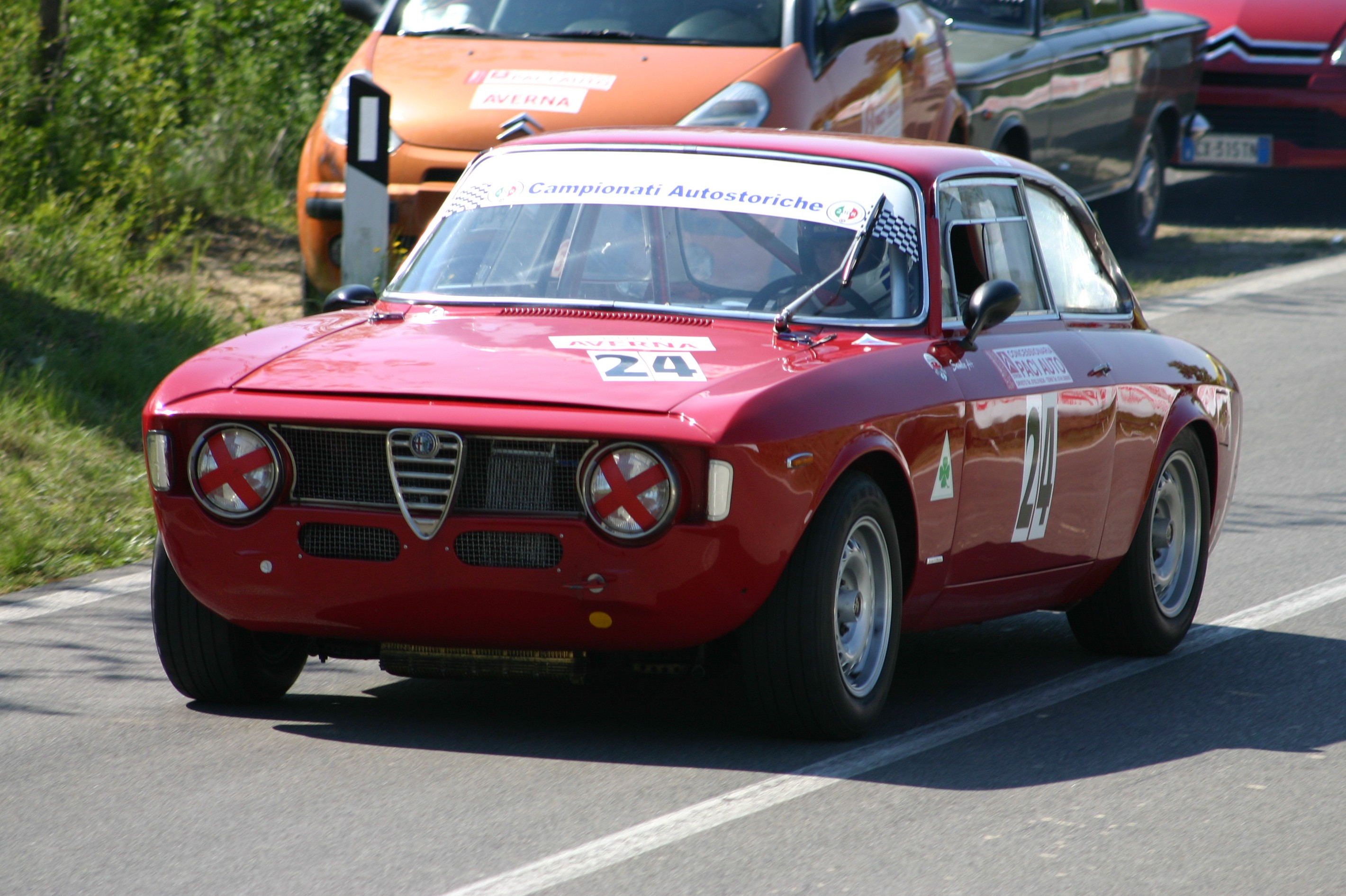
Alfa Romeo GTA 1600

V roce 1966 FIA zavedla 9 číslovaných skupin, včetně té pro vysoce upravené cestovní vozy, oficiálně nazývané speciální cestovní vozy skupiny 5. Předpisy této skupiny povolovaly úpravy nad rámec těch, které byly povoleny ve skupině 1 (sériové cestovní vozy) a 2 (cestovní vozy). Pravidla skupiny 5 byla přijata pro British Saloon Car Championship od roku 1966  a pro Mistrovství Evropy cestovních vozů od roku 1968. Speciální cestovní vozy skupiny 5 a prototypy sportovních vozů skupiny 6 byly zařazeny do kategorie B (Speciální vozy). Skupina speciálních cestovních vozů byla  ukončena po sezóně 1969.

### Automobily skupiny 5 1966–1969
- Abarth 1000 TC
- Alfa Romeo 1600 GTA
- BMW 2002
- Ford Escort Twin Cam
- Mercedes Benz 300SEL
- Porsche 911
- BMC Mini Cooper S 999 ccm
- Škoda 1100 MB B5[3]

## Kategorie A, skupina 5 – „sportovní vozy“ (1970–1971)

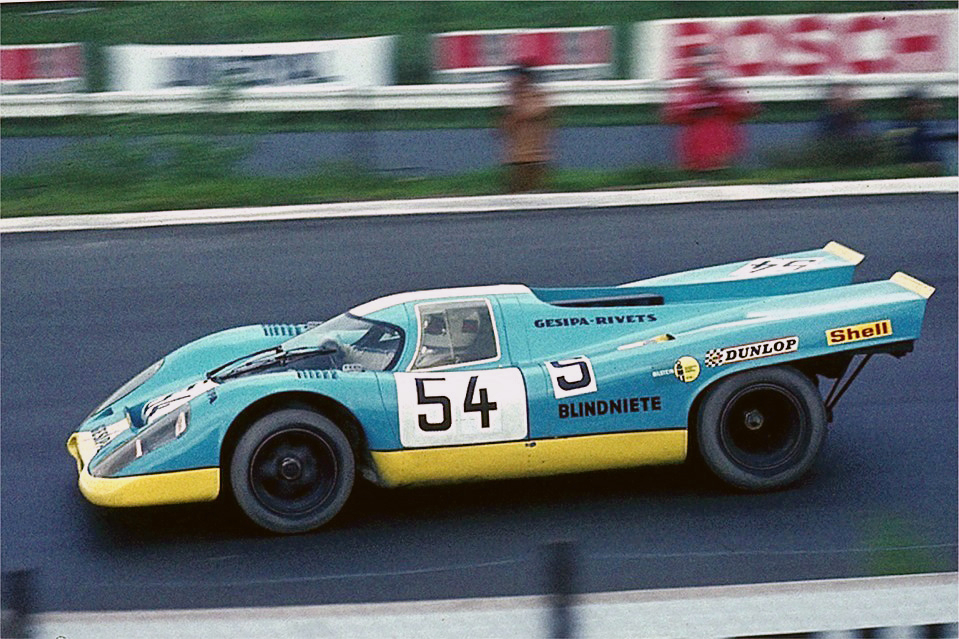
Porsche 917 skupiny 5 soutěžící v roce 1970 v Mezinárodním šampionátu značek

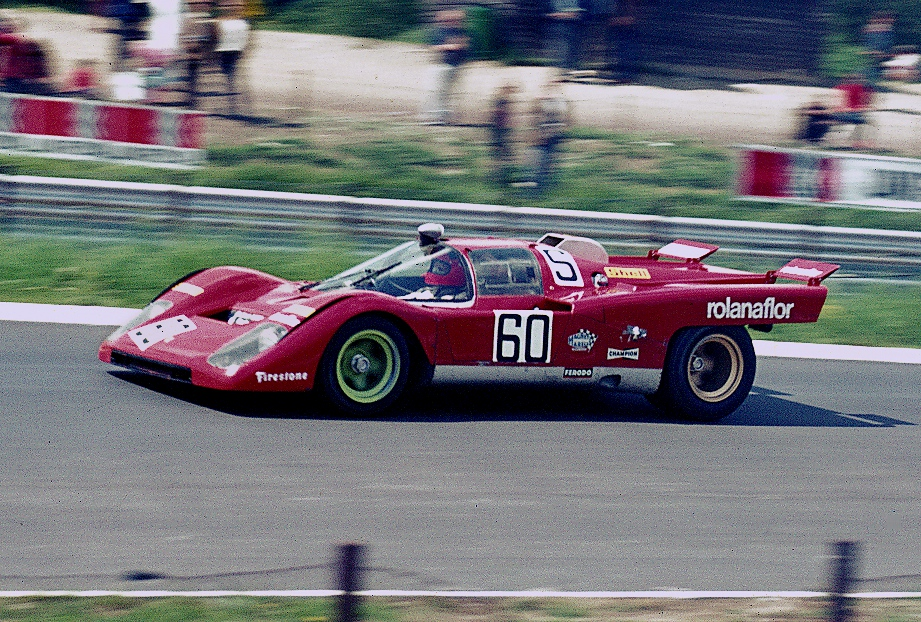
Ferrari 512M v roce 1971

Od sezóny 1970 se začaly v klasifikaci FIA jako vozy skupiny 5 označovat automobily, které byly dříve zařazeny do Kategorie A, skupiny 4 („sportovní vozy“). Minimální požadavek na výrobu zůstal na 25 a maximální objem motoru zůstal na 5 l. Sportovní vozy skupiny 5 soutěžily v Mezinárodním šampionátu značek spolu s 3litrovými prototypy sportovních vozů skupiny 6.
Během roku 1970 se FIA rozhodla nahradit stávající kategorii sportovních vozů skupiny 5, až pravidla na konci sezóny 1971 vyprší, takže velké Porsche 917 a Ferrari 512 musely být na konci tohoto roku vyřazeny. Ferrari se překvapivě rozhodlo vzdát se jakéhokoli oficiálního úsilí s 512, aby se připravilo na nové předpisy pro sezónu 1972. Mnoho 512 ale stále závodilo v soukromých týmech, většina z nich přeměněna na specifikaci M. V důsledku změny pravidel utrpěla popularita závodů sportovních vozů a obnovila se až v následujícím desetiletí, s příchodem skupiny C.

### Automobily skupiny 5 1970–1971
- Porsche 917 (včetně Kurzheck (K), Langheck (LH), widebody shortnose 917/20)
- Ferrari 512 S a 512 M (modificata)
- Lola T70
- Ford GT40 Mk 1

File:Ferrari 512M, Herbert Müller, 1971.jpg

## Kategorie B, skupina 5 – „sportovní vozy“ (1972–1975)
V roce 1972 FIA aplikovala název skupina 5 na to, co bylo dříve známé jako prototypy sportovních vozů skupiny 6. Tyto vozy, nyní oficiálně sportovní vozy skupiny 5, byly omezeny objemem motoru 3 litry a měly být hlavními konkurenty na soutěžích, které se počítají do nově přejmenovaného Mistrovství světa značek FIA v letech 1972 až 1975. Na rozdíl od starší skupiny 5 neexistoval žádný minimální požadavek na výrobu.

### Automobily skupiny 5 1972–1975
- Alfa Romeo T33TT/12
- Ferrari 312P
- Lola T290
- March 73S
- March 74S
- March 75S
- Matra-Simca MS670
- Mirage M6
- Alpine A441
- Renault Alpine A442
- Škoda Spider B5 a Spider II[4]
- Škoda 200 RS (B5/2500)[5]

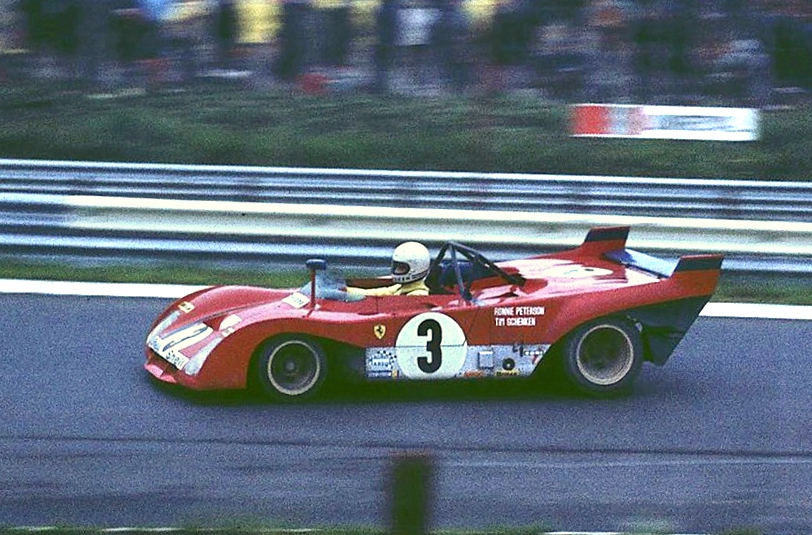
Ferrari 312PB skupiny 5 na Mistrovství světa značek 1972
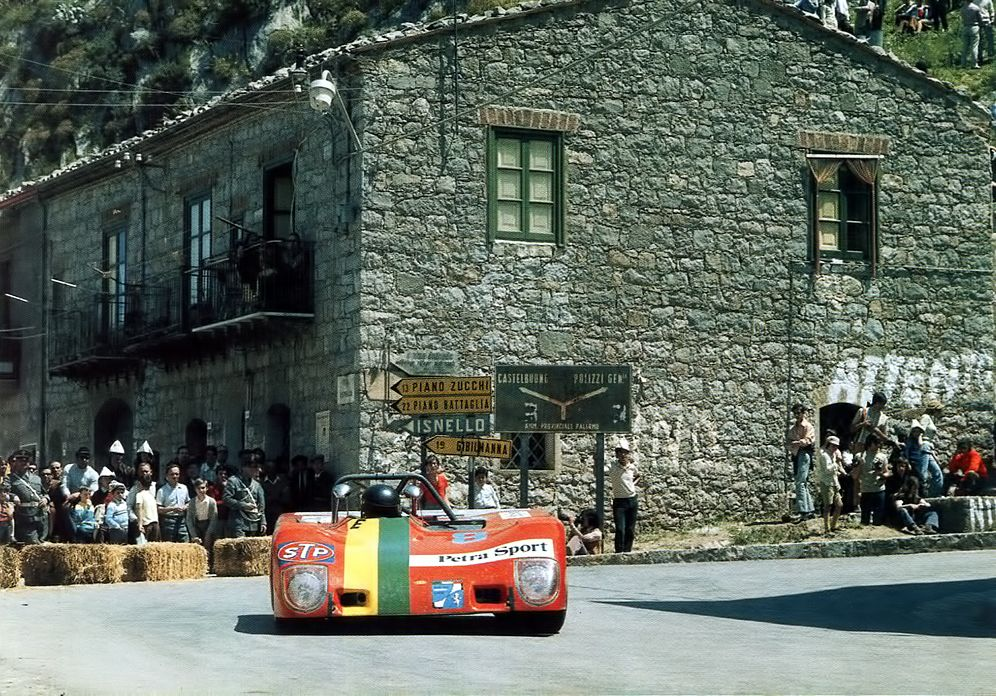
Lola T290 na Targa Florio
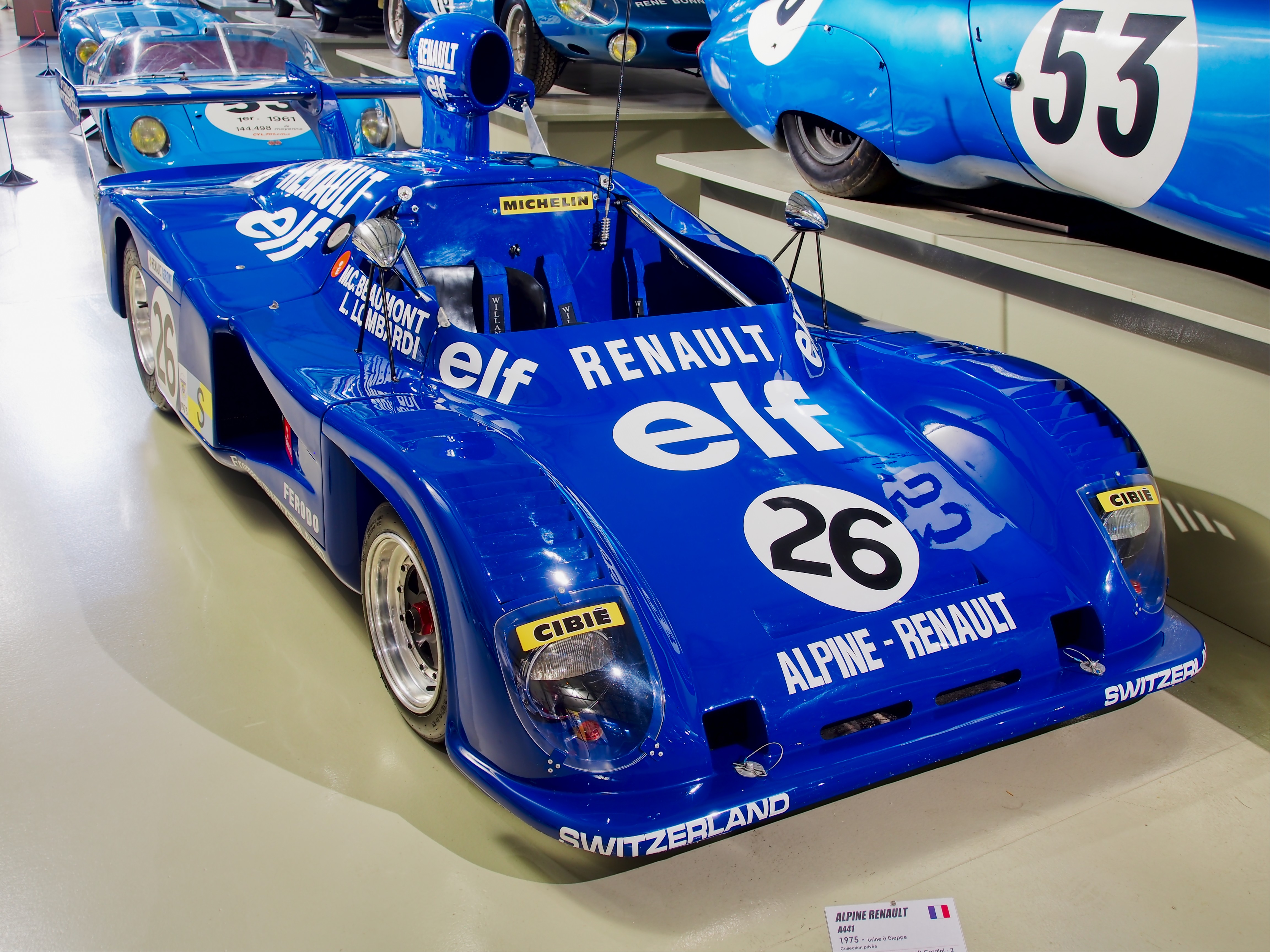
Alpine A441
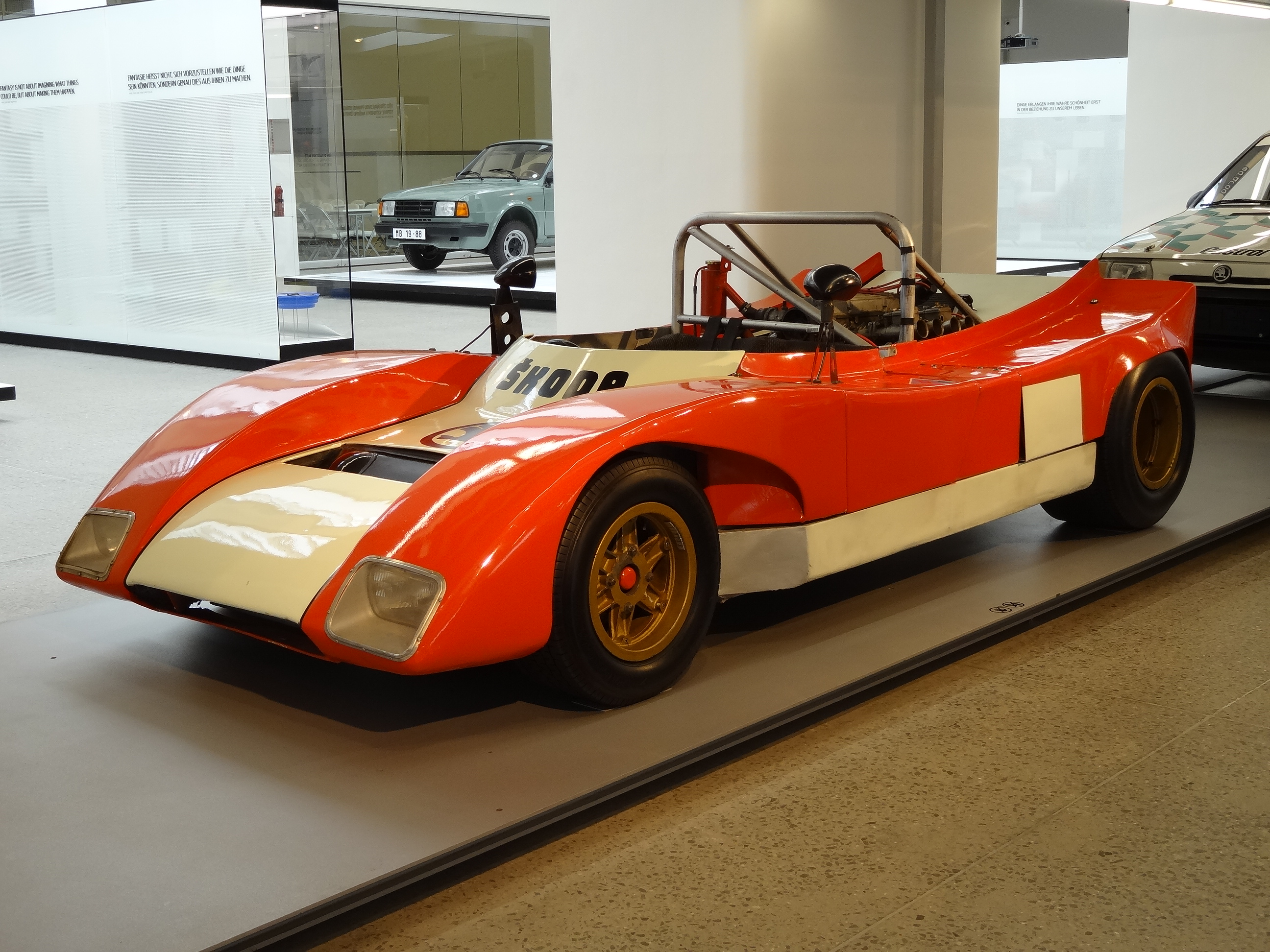
Škoda Spider B5
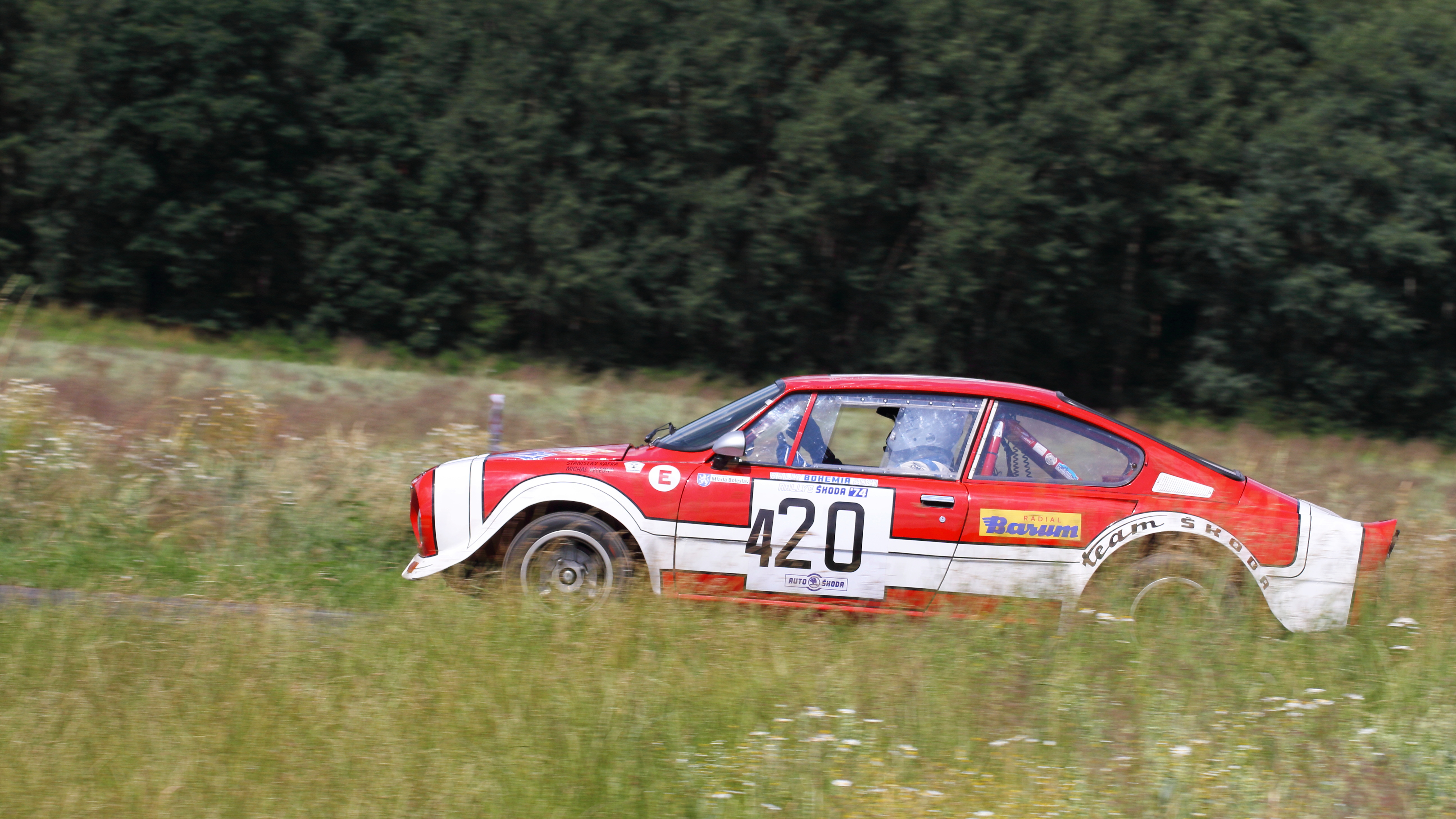
Prototyp Škoda 200 RS, předchůdce 130 RS

## Kategorie A, skupina 5 – „speciální produkční vozy“ (1976–1982)

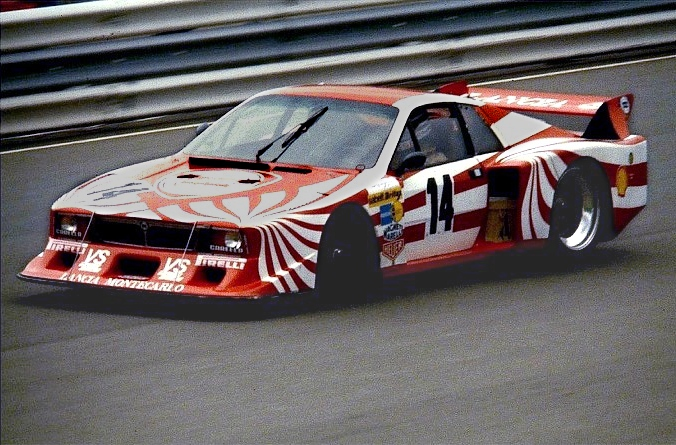
Lancia Beta Montecarlo soutěžící v roce 1980 na Mistrovství světa značek ve skupině 5.

Pro sezónu 1976 FIA představila novou skupinu 5 („speciální produkční vozy“), ta umožňovala rozsáhlé úpravy sériových automobilů homologováných pro skupiny 1, 2, 3 nebo 4. Skupina byla spolu s nižšími skupinami opět v kategorii A.
Pravidla FIA omezovala šířku vozu, proto byly vozy vyráběny se standardní šířkou karoserie, ale s širokými blatníky. Předpisy pouze vyžadovaly aby kapota, střecha, dveře a výplň kolejnice zůstaly bez úprav. Pravidla nezmiňovala výšku světlometů, takže když Porsche mělo nasadit 935 se sériovým světlometem, ale po přečtení pravidel objevilo mezeru a nasadilo 935 s charakteristickým plochým nosem. Skupina byla také většinou spojována se širokými krabicovými podběhy a extravagantním stylem karoserie.
Vozy skupiny se účastnily série Mistrovství světa značek (1976–1980) a poté Mistrovství světa ve vytrvalostních závodech v letech (1981–1982).
Po roce 1982 byla tato skupina spolu se skupinami 3 a 4 nahrazena skupinou B, ale nadále byla uplatňována v soutěžich JSPC, v kategorii IMSA GTX a dalších národních šampionátech sportovních vozů ještě několik let. Jediný podnik mimo ukruhy, na kterém závodily vozy skupiny 5, byla rally Giro D'Italia Automobilistico .

### Automobily skupiny 5 1976–1982
Automobily homologované FIA jako vozy skupiny 5 zahrnovaly následující:
- Porsche 935 (včetně 935-77, 935-78 „Moby-Dick“ a Kremer K3 a K4 a varianty JLP)
- BMW 320i Turbo
- BMW 3.5 CSL
- BMW M1
- Carma FF
- Ferrari 512 BB LM
- Dallara Icsunonove
- Toyota Celica LB Turbo (RA22) (1. generace)
- Dome Celica Turbo (RA45) (2. generace)
- TOM'S Corolla G5 (A40)
- Lancia Stratos Turbo
- Lancia Beta Montecarlo Turbo
- Mazda RX-7 252i
- Mazda RX-7 253/253i/253SR
- Mazda RX-7 254/254i
- Nissan Skyline RS Silhouette Formula
- Nissan Nichira Impul Silvia (dvě varianty přídě)
- Nissan Bluebird SSS Turbo
- Škoda 130 RS A5, typ 738[7]
- Zakspeed Ford Capri Turbo
- Ford Escort Zakspeed
- Zakspeed Lotus Europa Gr.5
- Greenwood Widebody Corvette

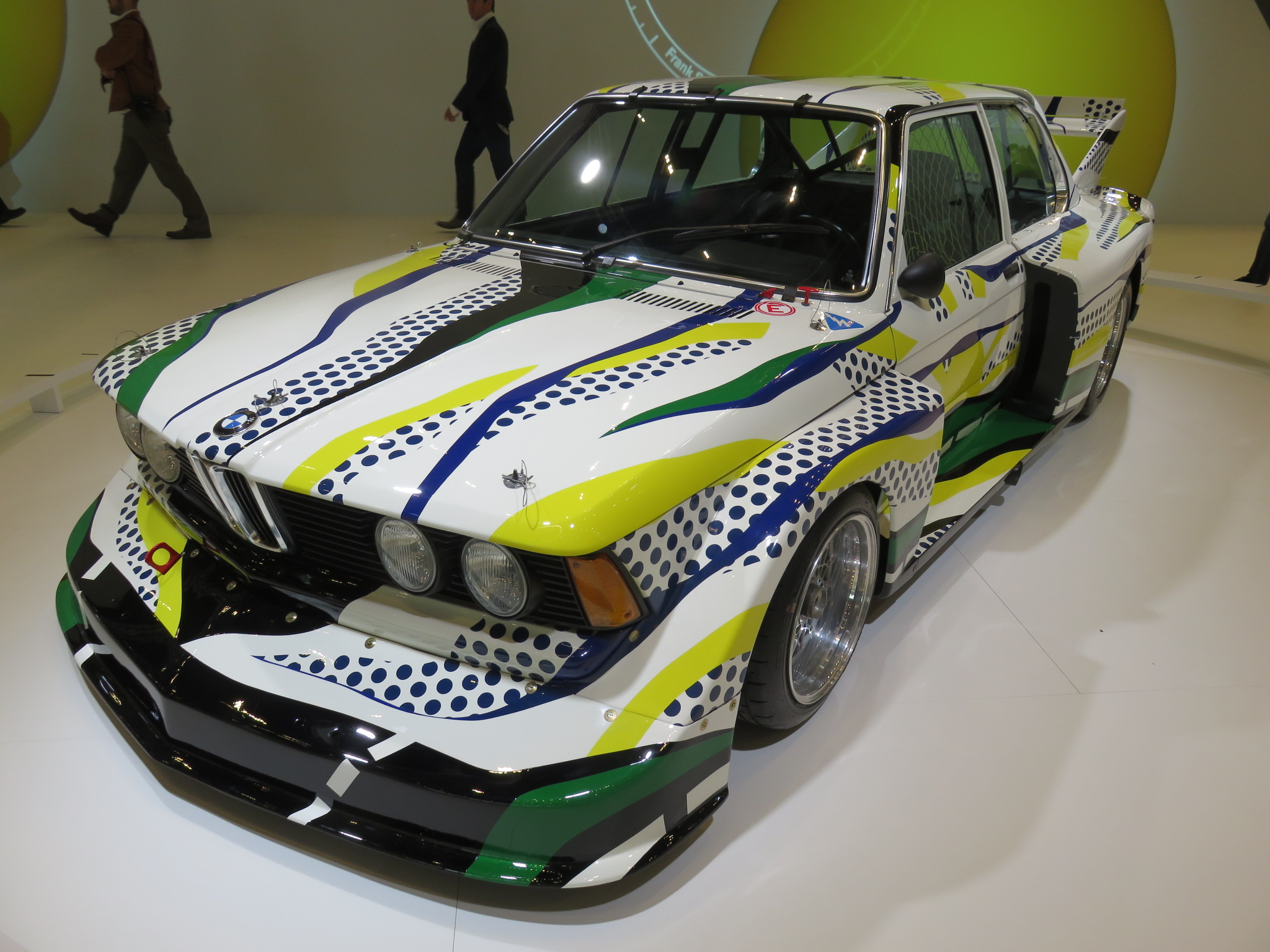
„BMW Art Car“ 320i Turbo z roku 1977 v barvách od Roye Lichtensteina
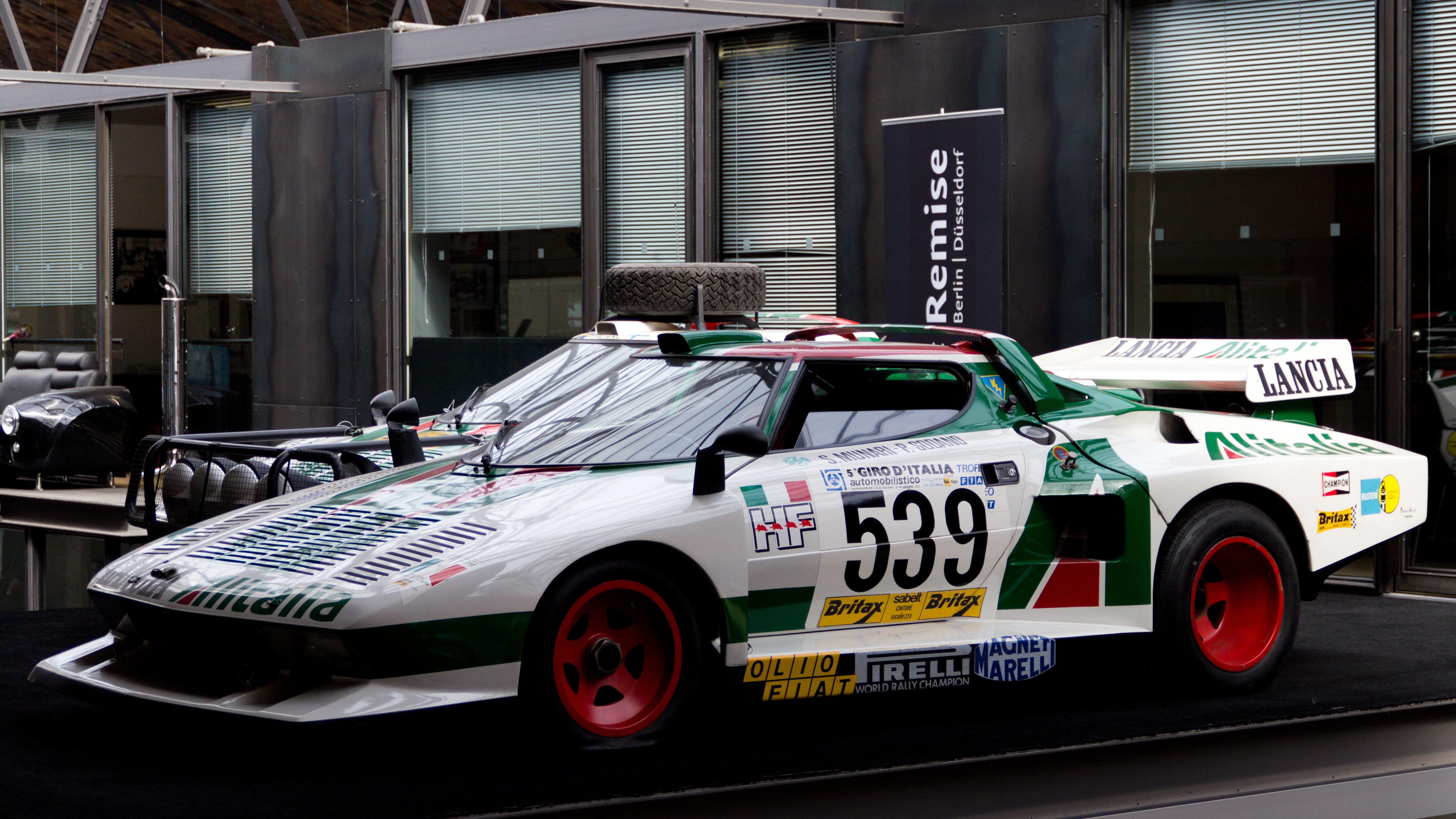
Lancia Stratos Turbo
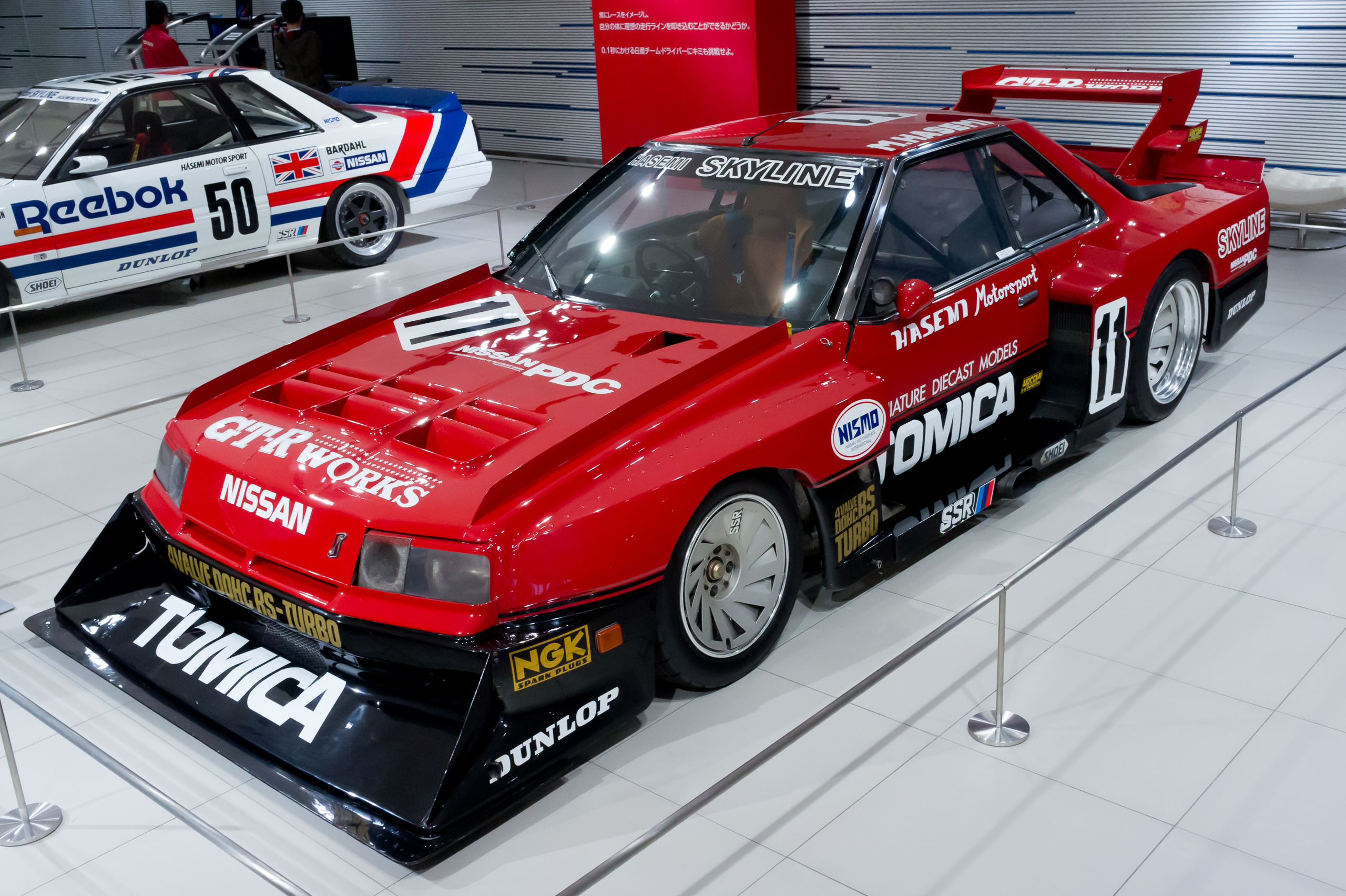
Nissan Skyline RS Turbo Super Silhouette
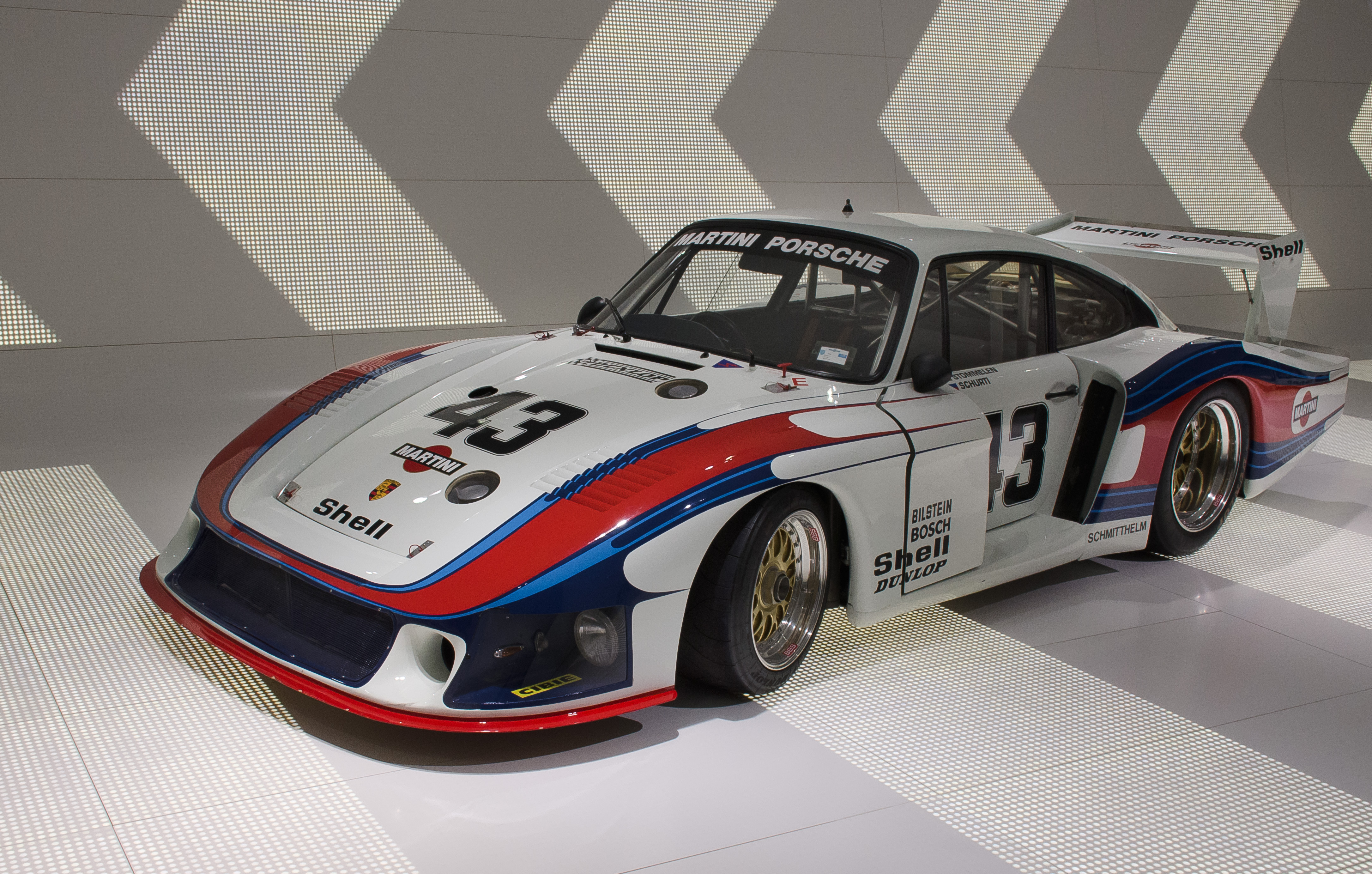
Porsche 935-78 „Moby-Dick“ s charakteristickým plochým nosem
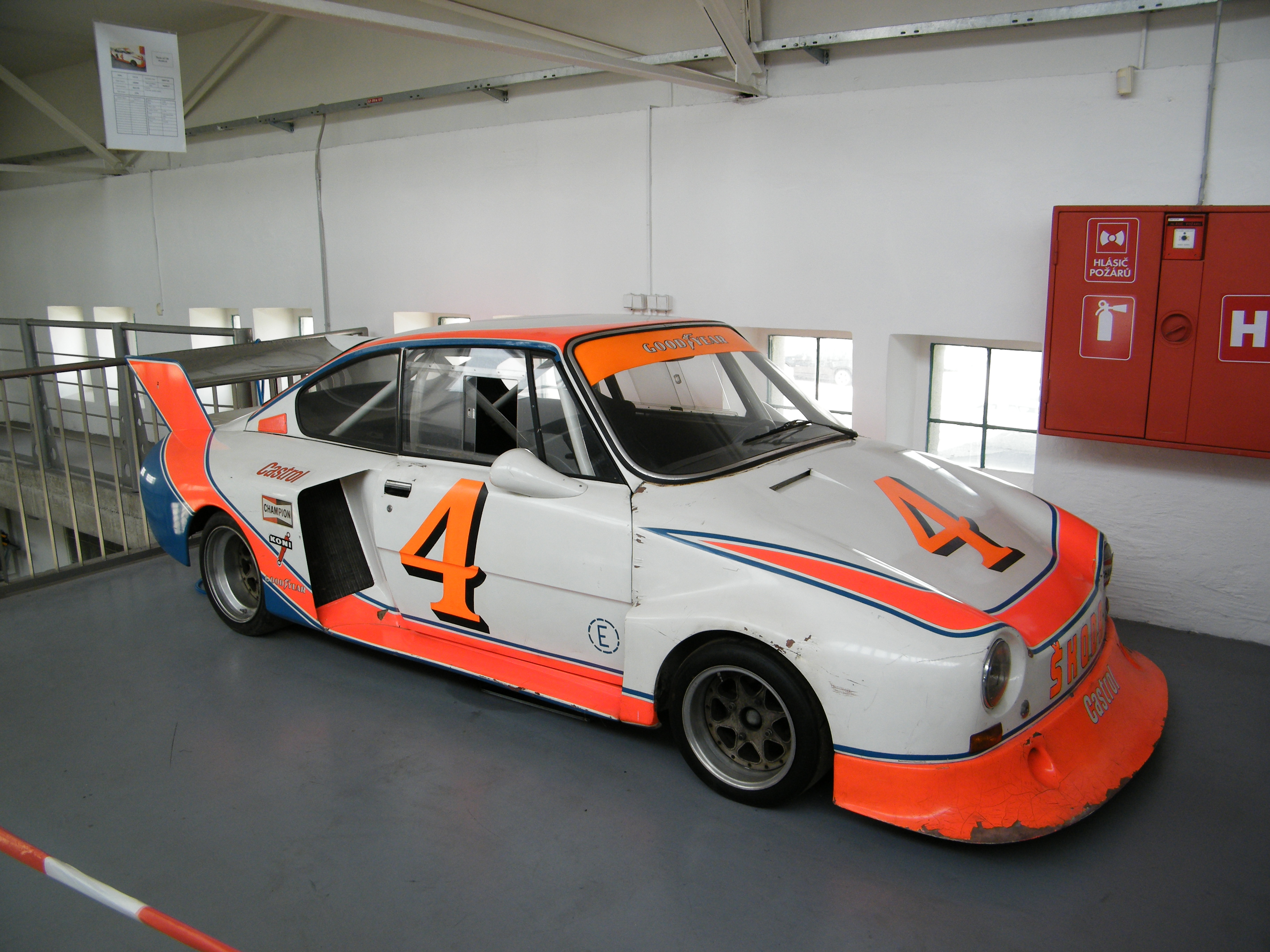
Okruhový a vrchařský speciál Škoda 130 RS A5, typ 738
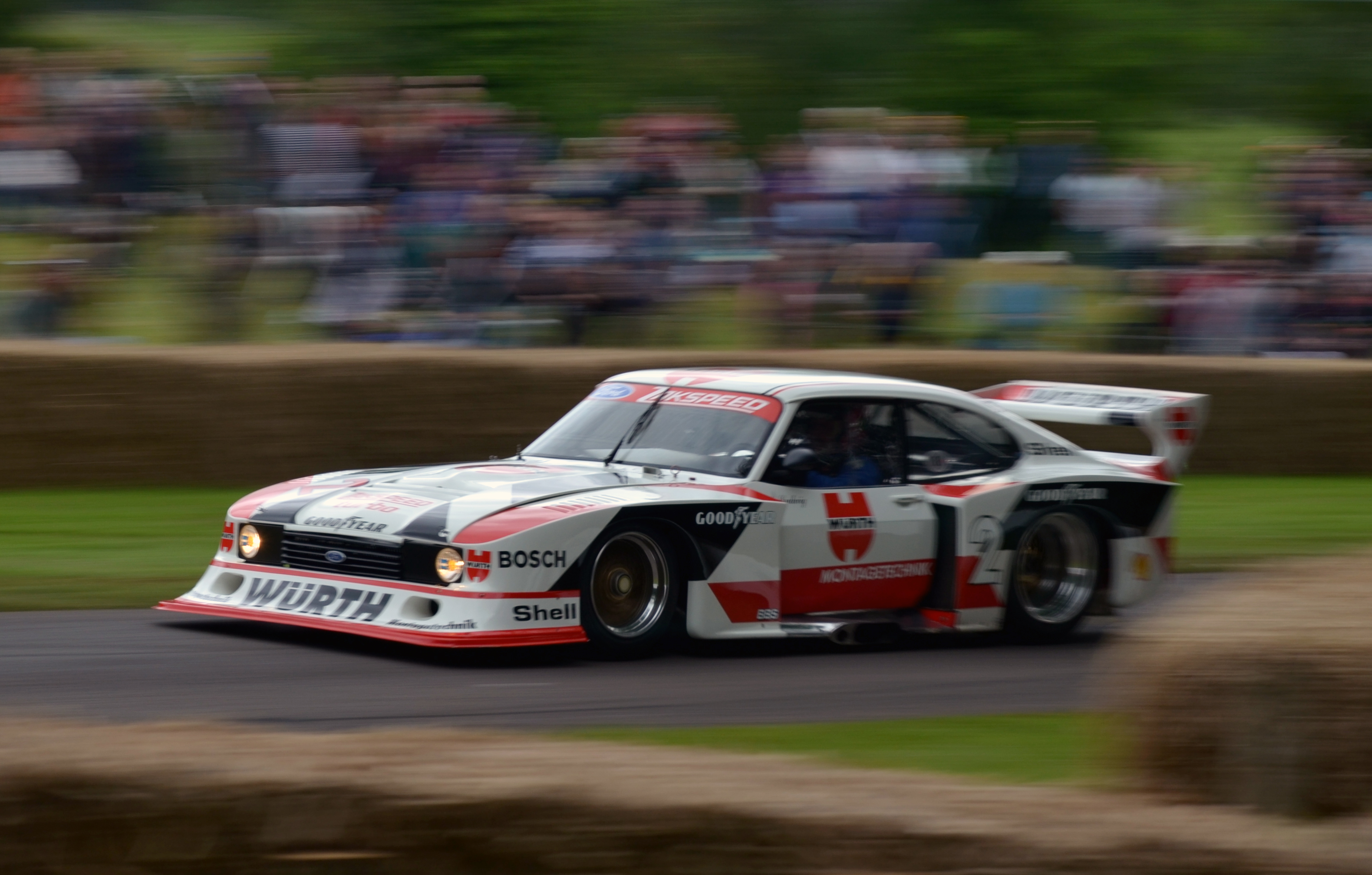
Zakspeed Ford Capri Turbo

## Skupiny vozů 1–9

### 1954–1965
|           | Skupina 1           | Skupina 2              | Skupina 3               | Skupina 4              | Skupina 5                 | Skupina 6    |
| --------- | ------------------- | ---------------------- | ----------------------- | ---------------------- | ------------------------- | ------------ |
| 1954–1957 | I. Cestovní         | I. Cestovní            | I. Cestovní             | II. Sportovní          | II. Sportovní             | –            |
| 1954–1957 | Běžné sériové prod. | Sériové prod. GT       | Speciální sériové prod. | Sériové produkční      | Mezinárodní               | –            |
| 1958–1959 | I. Cestovní         | I. Cestovní            | I. Cestovní             | II. GT                 | II. GT                    | II. GT       |
| 1958–1959 | Běžné sériové prod. | Upravené sériové prod. | Speciální sériové prod. | Běžné sériové prod. GT | Upravené sériové prod. GT | Speciální GT |
| 1960–1965 | A. Cestovní         | A. Cestovní            | B. GT                   | C. Sportovní           | –                         | –            |
| 1960–1965 | Běžné sériové prod. | Upravené sériové prod. | Vozy GT                 | Sportovní vozy         | –                         | –            |

### 1966–1981
V závorce požadavky na minimální počet vozů vyrobených v 12 po sobě následujících měsících
|           | Skupina 1                                         | Skupina 2                                         | Skupina 3                                         | Skupina 4                                         | Skupina 5                                 | Skupina 6           | Skupina 7             | Skupina 8             | Skupina 9                     |
| --------- | ------------------------------------------------- | ------------------------------------------------- | ------------------------------------------------- | ------------------------------------------------- | ----------------------------------------- | ------------------- | --------------------- | --------------------- | ----------------------------- |
| 1966–1969 | A. Produkční (homologované sériově vyráběné vozy) | A. Produkční (homologované sériově vyráběné vozy) | A. Produkční (homologované sériově vyráběné vozy) | A. Produkční (homologované sériově vyráběné vozy) | B. Speciální                              | B. Speciální        | C. Závodní (otevřené) | C. Závodní (otevřené) | C. Závodní (otevřené)         |
| 1966–1969 | seriové cestovní (5000)                           | cestovní (1000)                                   | „Grand Tourisme“ (500)                            | sportovní (50/25)                                 | speciální cestovní                        | sportovní prototypy | dvoumístné závodní    | formule               | Volné závodní (Formula Libre) |
| 1970–1971 | A. Produkční                                      | A. Produkční                                      | A. Produkční                                      | A. Produkční                                      | A. Produkční                              | B. Exp. soutěžní    | C. Závodní            | C. Závodní            | C. Závodní                    |
| 1970–1971 | seriové cestovní (5000)                           | cestovní speciální (1000)                         | sériové GT (1000)                                 | GT speciální (500)                                | sportovní (50)                            | sportovní prototypy | dvoumístné závodní    | formule               | Formula Libre                 |
| 1972–1975 | A. Produkční                                      | A. Produkční                                      | A. Produkční                                      | A. Produkční                                      | B. Exp. soutěžní                          | –                   | C. Závodní            | C. Závodní            | C. Závodní                    |
| 1972–1975 | seriové cestovní (5000)                           | cestovní speciální (1000)                         | sériové GT (1000)                                 | GT speciální (500)                                | sportovní                                 | –                   | dvoumístné závodní    | mezinárodní formule   | Formula Libre                 |
| 1976–1981 | A. Produkční                                      | A. Produkční                                      | A. Produkční                                      | A. Produkční                                      | A. Produkční                              | B. Závodní          | B. Závodní            | B. Závodní            | –                             |
| 1976–1981 | seriové cestovní (5000)                           | cestovní (1000)                                   | sériové GT (1000)                                 | GT (400)                                          | speciální produkční (odvozené ze sk. 1–4) | dvoumístné závodní  | mezinárodní formule   | Formula Libre         | –                             |